# 1936 في النمسا
فيما يلي قوائم الأحداث التي وقعت خلال عام 1936 في النمسا.

## سياسة

### تعيين في المنصب
- 14 مايو – كورت شوشنيغ وزير خارجية النمسا [الإنجليزية]‏.

### انتهاء فترة المنصب
- 11 يوليو – كورت شوشنيغ وزير خارجية النمسا [الإنجليزية]‏.

## مواليد

### أكتوبر
- 4 أكتوبر – كريستوفر الكسندر

## وفيات

### أبريل
- 8 أبريل – روبرت باراني (مواليد 1876)

### مايو
- 28 مايو – برثا بابنهيم (مواليد 1859) كاتبة ألمانية.

### سبتمبر
- 16 سبتمبر – كارل بوريش (مواليد 1878) سياسي نمساوي.